# Eugène Ier de Byzance
Eugène Ier de Byzance fut évêque de  Byzance de 237 à 242.

## Contexte
Eugène Ier est le second évêque de Byzance mentionné par Venance Grumel dans la liste des patriarches de Constantinople publiée dans son ouvrage, à qui il attribue un épiscopat de 240 à 265.